# Valentina Bedin
Valentina Bedin (née le 4 août 1985 à Pordenone, dans le Frioul-Vénétie Julienne) est une joueuse italienne de volley-ball. Elle mesure 1,65 m et joue au poste de libero.

## Clubs
| Club                      | Pays   | De        | À         |
| ------------------------- | ------ | --------- | --------- |
| Volley Sarmeola           | Italie | 1996-1997 | 2002-2003 |
| Pam D'Este Padova         | Italie | 2003-2004 | 2003-2004 |
| Volley Albignasego        | Italie | 2004-2005 | 2004-2005 |
| Novello Vicenza           | Italie | 2005-2006 | 2005-2006 |
| Minetti Infoplus Vicenza  | Italie | 2006-2007 | 2006-2007 |
| Giannino Pieralisi Volley | Italie | 2007-2008 | 2007-2008 |
| Pallavolo Valsugana       | Italie | 2008-2009 | 2008-2009 |
| Volley Project Padova     | Italie | 2009-2010 | …         |